# Nelson Senkatuka
Nelson Senkatuka (Kampala, 10 settembre 1997) è un calciatore ugandese, attaccante del Bright Stars.

## Carriera

### Club
Inizia a giocare in patria con l'Hope Doves nelle divisioni inferiori del campionato ugandese, dove in 55 partite colleziona ben 50 reti. Successivamente si è trasferito in Inghilterra, accasandosi all'Erith & Belvedere, militante nella Southern Counties East Football League, dove realizza una rete in cinque partite, e successivamente al Cranes United, squadra fondata da immigrati ugandesi e militante nella Essex Alliance Football League, dove in 34 partite mette a segno 45 reti. Tornato in patria, ha giocato con alcune squadre del paese come il Kampala City, il Proline e il Bright Stars. Il 13 settembre 2019, viene acquistato a titolo definitivo dalla società marocchina del Moghreb Tétouan.

### Nazionale
Con la nazionale ugandese ha giocato 10 partite tra il 2015 e il 2019.

## Statistiche

### Cronologia presenze e reti in nazionale
| Cronologia completa delle presenze e delle reti in nazionale ― Uganda | Cronologia completa delle presenze e delle reti in nazionale ― Uganda | Cronologia completa delle presenze e delle reti in nazionale ― Uganda | Cronologia completa delle presenze e delle reti in nazionale ― Uganda | Cronologia completa delle presenze e delle reti in nazionale ― Uganda | Cronologia completa delle presenze e delle reti in nazionale ― Uganda | Cronologia completa delle presenze e delle reti in nazionale ― Uganda | Cronologia completa delle presenze e delle reti in nazionale ― Uganda |
| Data                                                                  | Città                                                                 | In casa                                                               | Risultato                                                             | Ospiti                                                                | Competizione                                                          | Reti                                                                  | Note                                                                  |
| --------------------------------------------------------------------- | --------------------------------------------------------------------- | --------------------------------------------------------------------- | --------------------------------------------------------------------- | --------------------------------------------------------------------- | --------------------------------------------------------------------- | --------------------------------------------------------------------- | --------------------------------------------------------------------- |
| 24-11-2015                                                            | Auasa                                                                 | Uganda                                                                | 4 – 0                                                                 | Zanzibar                                                              | Coppa CECAFA 2015 - 1º turno                                          | -                                                                     | 59’                                                                   |
| 3-6-2017                                                              | Addis Abeba                                                           | Etiopia                                                               | 0 – 0                                                                 | Uganda                                                                | Amichevole                                                            | -                                                                     | ?’                                                                    |
| 4-12-2017                                                             | Kakamega                                                              | Uganda                                                                | 0 – 0                                                                 | Burundi                                                               | Coppa CECAFA 2017 - 1º turno                                          | -                                                                     | 57’                                                                   |
| 10-12-2017                                                            | Kakamega                                                              | Etiopia                                                               | 1 – 1                                                                 | Uganda                                                                | Coppa CECAFA 2017 - 1º turno                                          | -                                                                     | 68’ 87’                                                               |
| 15-12-2017                                                            | Kisumu                                                                | Uganda                                                                | 1 – 2                                                                 | Zanzibar                                                              | Coppa CECAFA 2017 - Semifinale                                        | -                                                                     | 70’                                                                   |
| 17-12-2017                                                            | Machakos                                                              | Burundi                                                               | 1 – 2                                                                 | Uganda                                                                | Coppa CECAFA 2017 - Finale 3º posto                                   | -                                                                     | 62’                                                                   |
| 14-1-2018                                                             | Marrakech                                                             | Zambia                                                                | 3 – 1                                                                 | Uganda                                                                | Campionato delle Nazioni Africane 2018 - 1º turno                     | -                                                                     | 81’                                                                   |
| 18-1-2018                                                             | Marrakech                                                             | Uganda                                                                | 0 – 1                                                                 | Namibia                                                               | Campionato delle Nazioni Africane 2018 - 1º turno                     | -                                                                     | 75’                                                                   |
| 22-1-2018                                                             | Marrakech                                                             | Uganda                                                                | 0 – 0                                                                 | Costa d'Avorio                                                        | Campionato delle Nazioni Africane 2018 - 1º turno                     | -                                                                     | 76’                                                                   |
| 4-6-2019                                                              | KwaMashu                                                              | Uganda                                                                | 1 – 1 dts (2 - 4 dtr)                                                 | Sudafrica                                                             | Coppa COSAFA 2019 - Semifinale                                        | -                                                                     | 83’                                                                   |
| Totale                                                                |                                                                       | Presenze                                                              | 10                                                                    |                                                                       | Reti                                                                  | 0                                                                     |                                                                       |